# 사할린 터널

사할린 터널의 위치

사할린 터널(러시아어: Сахалинский тоннель, 영어: Sakhalin Tunnel)은 현재 완성되지 않고 연기된 건축 프로젝트의 하나로서, 건축이 완료된 이후에는 타타르 해협의 가장 좁은 부분인 네벨스코이 해협을 통해 사할린섬과 러시아 대륙을 연결하게 된다. 2009년 1월 16일, 러시아 정부가 터널보다는 대교(다리)로 연결을 완수하자고 제안하였다.

## 역사

### 초기 제안과 계획
네벨스코이 해협을 통한 터널 개념은 19세기부터 존재해 왔으나 경제적인 이유로 진지하게 추구되지는 않았다. 프로젝트의 실현 가능성에 대한 연구는 1930년대 말 소련에 의해 추진되었으나 제2차 세계 대전으로 말미암아 연구는 진전되지 못하였다. 이오시프 스탈린은 나중에 1950년 철도연락선, 둑길, 터널 등을 통해 사할린으로 철도 연결을 하기로 작정한 것을 발표하였다. 터널 건축에 대한 결정은 일시적인 해결책을 담당할 열차 페리 연결과 더불어 1950년 5월 5일 소비에트 정부에 의해 발표되었다. 이 프로젝트는 대륙에 위치한 붉은 군대를 위해 사할린과 대륙 간의 더 나은 연결을 목적으로 주로 군사용 목적을 수행하기 위해 의도되었다.

## 같이 보기
- 사할린 철도
- 바니노-홀름스크 철도연락선